# Oreokera cumulus
Oreokera cumulus је пуж из реда Stylommatophora. 

## Угроженост
Подаци о распрострањености ове врсте су недовољни.

## Распрострањење
Аустралија је једино познато природно станиште врсте.

## Станиште
Врста Oreokera cumulus има станиште на копну.